# Apeadero de Baraçal
El Apeadero de Baraçal es una estación ferroviaria de la Línea de la Beira Alta, que sirve a la localidad de Baraçal, en el distrito de Guarda, en Portugal.

## Historia
Se encuentra en el tramo de la Línea de la Beira Alta entre las Estaciones de Pampilhosa y Vilar Formoso, que entró en servicio, de forma provisional, el 1 de julio de 1882; la línea fue totalmente inaugurada, entre Figueira da Foz y la frontera con España, el 3 de agosto del mismo año, por la Companhia dos Caminhos de Ferro Portugueses da Beira Alta.